# Каменна-Стара
Каменна-Стара (пол. Kamienna Stara) — село в Польщі, у гміні Домброва-Білостоцька Сокульського повіту Підляського воєводства.
Населення — 328 осіб (2011).
У 1975-1998 роках село належало до Білостоцького воєводства.

## Демографія
Демографічна структура станом на 31 березня 2011 року:
|          | Загалом | Допрацездатний вік | Працездатний вік | Постпрацездатний вік |
| -------- | ------- | ------------------ | ---------------- | -------------------- |
| Чоловіки | 175     | 36                 | 112              | 27                   |
| Жінки    | 153     | 26                 | 76               | 51                   |
| Разом    | 328     | 62                 | 188              | 78                   |